# Blue Lagoon (musikgrupp)
Blue Lagoon (ibland skrivet Bluelagoon) är en reggae-popgrupp från Tyskland. I gruppen ingår sångerskan Estrella (födelsenamn: Patricia Gerndt) och rapparen David O. Joseph. 
Genombrottslåten i Sverige var "Break My Stride". Övriga singlar är "Heartbreaker" samt "Do You Really Want To Hurt Me". Dessa tre låtar är alla covers.

## Diskografi
Studioalbum
- 2005 – Clublagoon
- 2007 – Sentimental Fools

Singlar
- 2004 – "Break My Stride" (Matthew Wilder-cover)
- 2005 – "Do You Really Want to Hurt Me" (Culture Club-cover)
- 2005 – "Heartbreaker" (Dionne Warwick-cover)
- 2006 – "Isle of Paradise"
- 2006 – "What Becomes of the Broken Hearted" (Jimmy Ruffin-cover)
- 2008 – "Wild World" (Cat Stevens-cover)

Samlingsalbum
- 2010 – Perfect Summer (The Best of Bluelagoon)